# Saint-André-de-la-Marche

Saint-André-de-la-Marche este o comună în departamentul Maine-et-Loire, Franța. În 2009 avea o populație de 2,754 de locuitori.